# Программа «Викинг»
Программа «Викинг» — космическая программа НАСА по изучению Марса. Программа включала запуск двух одинаковых космических аппаратов — «Викинг-1» и «Викинг-2», которые должны были провести исследования с околомарсианской орбиты и на поверхности Марса, в частности, поиск жизни в пробах грунта. Каждый «Викинг» состоял из орбитальной станции — на околомарсианской орбите и спускаемого аппарата с автоматической марсианской станцией.
Программа «Викинг» завершала серии полётов космических аппаратов НАСА для изучения Марса в 1970-х годах, начало которым положил с пролётной траектории «Маринер-4» в 1964 году, продолжили с пролётной траектории «Маринер-6» и «Маринер-7» (1969) и первый искусственный спутник другой планеты «Маринер-9» в 1971—1972 годах. Автоматические марсианские станции «Викингов» — первые космические аппараты, успешно работавшие на поверхности Марса.
Космический аппарат «Викинг-1» был запущен 20 августа 1975 года с мыса Канаверал (штат Флорида). «Викинг-2» был запущен 9 сентября 1975 года. Перед полётом спускаемые аппараты были тщательно стерилизованы для предотвращения заражения Марса земными формами жизни. Марсианская станция размещалась внутри спускаемого аппарата, который помещался в герметичный кожух биологической защиты. Затем аппарат стерилизовали путём воздействия температуры 111 °C (232 °F) в течение 40 часов.
Космический аппарат «Викинг-1» вышел на орбиту вокруг Марса 19 июня 1976 года, а «Викинг-2» — 7 августа 1976 года.
Продолжительность основной программы исследований «Викинг» планировалась в 90 дней после мягкой посадки, но каждый аппарат проработал значительно больше этого срока. Искусственный спутник Марса «Викинг-1» проработал до 7 августа 1980 года, автоматическая марсианская станция — до 11 ноября 1982 года (вследствие ошибки оператора при обновлении программного обеспечения автоматической марсианской станции направленная антенна опустилась вниз и связь с «Викинг-1» была навсегда потеряна). Искусственный спутник Марса «Викинг-2» работал до 25 июля 1978 года, автоматическая марсианская станция — до 11 апреля 1980 года.
Суммарные расходы на программу «Викинг» составили около 1 миллиарда долларов.
В 1969 году расходы оценивались в 364 млн долларов.
В честь программы была названа земля Викинга на Плутоне.

## Технические характеристики
- Масса АMC при запуске: 3527 кг
- Масса орбитальной станции при запуске: 2328 кг (с учётом 1445 кг — массы топлива и газа для системы ориентации)
- Масса спускаемого аппарата с марсианской станцией при запуске: 1199 кг
- Масса орбитальной станции после отделения спускаемого аппарата: около 900 кг
- Масса автоматической марсианской станции: около 600 кг после мягкой посадки на Марс (масса без горючего — 572 кг)

## Устройство аппаратов
Орбитальная станция (искусственный спутник Марса) создана на основе космического аппарата, разработанного по программе «Маринер Марс 71» (Маринер-8, Маринер-9). Установлен ракетный двигатель тягой 136 кг. Электроэнергию вырабатывали солнечные панели. Высота орбитальной станции — 3,35 м и размах панелей с солнечными элементами — 9,75 м.
На орбитальной станции установлены:
- узкоугольная телевизионная камера для получения снимков (разрешение 40 м при съёмке с высоты 1500 км);
- широкоугольная телевизионная камера для получения снимков;
- инфракрасный спектрометр для регистрации водяных паров в марсианской атмосфере;
- инфракрасный радиометр для получения тепловой карты планеты.

Искусственный спутник Марса также ретранслировал данные, передаваемые с автоматической марсианской станции. Пропускная способность — около 10 кбит/с. Автоматические марсианские станции могли связываться с Землёй и непосредственно, но с гораздо более низкой скоростью (менее 1 кбит/с).
Размеры спускаемого аппарата: высота 2,1 м и максимальный поперечный размер 3,6 м.
Для схода спускаемого аппарата с орбиты спутника Марса использовались 8 ракетных двигателей тягой по 4,5 кг, 6 двигателей ориентации тягой по 4,5 кг.
В системе обеспечения мягкой посадки использовались радиовысотомер и радиолокатор завершающего снижения и посадки, лобовой экран диаметром 3,6 м для аэродинамического торможения в атмосфере, парашют с куполом диаметром 16,2 м для торможения с высоты ~4 км после отделения лобового экрана и 3 ракетных двигателя с регулируемой тягой (40—260 кг) для торможения с высоты ~1,2 км после отделения парашюта. Использовались посадочные опоры с встроенными сотовыми амортизаторами из алюминия, которые сминаются при посадке, поглощая ударную нагрузку.
Электроэнергию для автоматической марсианской станции вырабатывали радиоизотопные термоэлектрические генераторы, содержащие радиоактивный плутоний-238.
На марсианской станции установлены научные приборы для исследований как на участке спуска в атмосфере Марса, так и после посадки на поверхность планеты. На участке спуска измерялись атмосферные давление и температура, определялся газовый состав атмосферы (с помощью масс-спектрометра), регистрировались ионы и электроны в марсианской ионосфере. Кроме того, определялся профиль плотности атмосферы.
Для исследований на поверхности Марса были предусмотрены:
- две телевизионные камеры с круговым обзором;
- приборы для метеорологических исследований, измеряющие давление, температуру, скорость и направление ветра у поверхности;
- сейсмометр;
- газовый хроматограф в сочетании с масс-спектрометром для определения по молекулярному весу органических веществ, входящих в состав проб грунта, а также для анализа проб атмосферных газов;
- рентгеновский флуоресцентный спектрометр для определения неорганических веществ, входящих в состав проб грунта;
- установка для поиска жизни в пробах грунта по таким признакам, как фотосинтез, обмен веществ и газообмен.

Для помещения в приёмные устройства последних трёх приборов проб грунта служил грунтозаборник, вынесенный на трёхметровой штанге и снабжённый скребком для прокапывания канавок. Скребок позволял также определять механические свойства грунта, а магниты, установленные на скребке, — собирать частицы магнитных веществ для последующей съёмки их телекамерой с использованием увеличивающего зеркала.

## Научные результаты
«Викинги» впервые передали с поверхности Марса цветные фотографии высокого качества. На них видна пустынная местность с красноватой почвой, усеянная камнями. Небо было розовым из-за света, рассеянного красными частицами пыли в атмосфере.
Основными элементами в почве, по данным рентгено-флуоресцентного спектрометра «Викингов», были кремний (13—15 %), железо (12—16 %), кальций (3—8 %), алюминий (2—7 %), титан (0,5—2 %).
Оба аппарата взяли образцы почвы в качестве проб для анализа на наличие жизни. Результаты оказались довольно неожиданными — выявлена относительно высокая химическая активность грунта, однако однозначных следов жизнедеятельности микроорганизмов обнаружить не удалось.
Эксперимент по газообмену выявил 15-кратное превышение выделения кислорода по сравнению с ожидаемым. Все известные науке земные формы жизни затрачивают определённое время на рост и воспроизведение, и потому это явление, вероятнее всего, объясняется чисто химическими реакциями в веществе богатой железом почвы.
Во втором эксперименте часть пробы загружалась в резервуар с питательным бульоном, в котором имелись радиоактивные атомы. Анализатор детектировал выделявшиеся газы и обнаружил увеличение диоксида углерода, почти такое же, как при анализе биологически активных образцов земной почвы. Но вскоре и в этом приборе уровень отчётов упал почти до нуля.
В третьем эксперименте регистрировалось поглощение изотопа углерода 14С предполагаемыми органическими соединениями марсианского грунта. Грунт приводился в контакт с углекислым газом, содержащим радиоактивный углерод 14С вместо обычного 12С, и освещался светом, подобным солнечному. В земных условиях микроорганизмы хорошо усваивают углекислый газ. Затем проба грунта нагревалась, чтобы обнаружить усвоенный радиоактивный углерод 14С. На Марсе этот эксперимент дал неоднозначный результат: углерод то усваивался, то нет.
Кроме того, проводился эксперимент по обнаружению органических веществ (не обязательно в живой форме), который дал, в целом, отрицательный результат.
Основной вывод, который можно сделать по результатам этих экспериментов: либо количество микроорганизмов в местах посадок «Викингов» ничтожно мало, либо их нет вообще (аналогичные эксперименты в пустынных местностях на Земле однозначно указывали на наличие жизни).
После обнаружения в 2008 году перхлоратов в почве Марса (космическим аппаратом «Феникс») эксперимент «Викингов» был повторён с земным грунтом, взятым в Чили. К грунту были добавлены перхлораты, и результат в целом оказался похож на результаты, полученные «Викингами».
Автоматические марсианские станции в течение нескольких лет вели наблюдения, дав, в частности, множество ценных сведений о марсианской погоде.
Орбитальные станции обнаружили геологические образования, напоминающие следы водной эрозии, в частности, русла высохших рек.

## Места посадок автоматических станций на Марсе
Спирит

Оппортьюнити

Соджорнер
Викинг-1

Викинг-2

Феникс

Марс-3

Кьюриосити
Скиапарелли